# Interkantonales Konkordat
In der Schweiz wird ein Vertrag zwischen Kantonen Konkordat genannt. Die Bedeutung von interkantonalen Konkordaten ergibt sich durch den Föderalismus in der Schweiz, in dem in manchen Politikbereichen, wie z. B. in der Bildungspolitik, oder im Strafvollzug nicht der Bund, sondern die Kantone zuständig sind. Durch die Konkordate werden gewisse kantonale Gesetze und Verordnungen vereinheitlicht, ohne dass es dazu eines Bundesgesetzes bedarf. Konkordate können zwischen einzelnen wenigen, aber auch zwischen allen Kantonen abgeschlossen werden. Sie müssen in allen Kantonen separat durch den normalen Gesetzgebungsprozess politisch abgesegnet werden. Liechtenstein ist einigen Konkordaten beigetreten.

## Geschichte und Begriff
Die Mediationsakte von 1803 verbot Bündnisse zwischen einzelnen Kantonen. Es entstand ein Regelungsvakuum, da alle früheren Verträge ungültig wurden – so auch eine Übereinkunft der Kantone Bern und Solothurn, welche die kirchlichen Verhältnisse des reformierten Bucheggbergs regelte. Die Tagsatzung, die Versammlung der Kantone, entschied deshalb am 29. Juni 1803, gewisse Verträge zwischen Kantonen wieder zuzulassen, unter der Bedingung, dass diese der Tagsatzung jedes Mal zur Kenntnis gebracht würden. Die Mehrheit aller Kantone musste einem Konkordat zustimmen, obwohl deren Gültigkeit teilweise nur wenige Kantone betraf. Wegen des kirchlichen Inhalts wurde der Vertrag bezüglich Bucheggberg Konkordat genannt. Dieser Begriff wurde darauf auch für interkantonale Verträge ohne kirchlichen Inhalt verwendet.
Nach dem Ende der Mediationszeit, während der Restauration und der Regenerationszeit, wurde der Abschluss von interkantonalen Konkordaten weiterhin ermöglicht, was zu einer faktischen Weiterentwicklung des Bundesvertrages führte. Trat die Mehrheit der Kantone einem Konkordat bei, wurde dieses ein «eidgenössisches Konkordat» und fiel in die Zuständigkeit der Tagsatzung. Ein Austritt ohne Zustimmung der Tagsatzung war nicht mehr möglich.
Mit der Gründung des Bundesstaates 1848 verringerte sich die Bedeutung der Konkordate vorerst, sie blieben aber erlaubt und gebräuchlich, wenn auch mit einer anderen Rechtsgrundlage. Sie vereinheitlichten kantonales Recht, konnten aber durch das ihr übergeordnete Bundesrecht gebrochen werden. Die Demokratische Bewegung forderte mehr Mitsprache des Volkes in den Kantonen und erreichte in einigen Kantonen die Einführung eines Konkordatsreferendums.
Konkordate haben insofern eine recht grosse Bedeutung, da hierdurch etwa die Schulsysteme, die Begriffe des Bau(ordnungs)rechts, die Zulassung privater Sicherheitsdienste, das Vorgehen gegen Hooliganismus usw. harmonisiert und Fachhochschulen und sonstige Ausbildungsstätten gemeinsam betrieben werden können. Anderseits hat die stete Ausweitung der Kompetenzen des Bundes zu einem Bedeutungsverlust der Konkordate geführt.

## Wichtige Konkordate
Wichtige Konkordate betrafen bzw. betreffen:
- die Masse und Gewichte (1835–1851; heute Bundesrecht)
- die Gewährleistung von Viehhauptmängeln (1852 – ca. 1895),
- die Heimatscheine (1854; heute Bundesrecht),
- die gegenseitige Mitteilung von Zivilstandsakten (1855–1875; heute Bundesrecht),
- den Schutz des literarischen und künstlerischen Eigentums (1856–1883; heute Bundesrecht),
- die Zulassung reformierter Pfarrer (1862 und 2002),
- die Verpflegungs- und Begräbniskosten armer Angehöriger (1865–1875),
- die Freizügigkeit der Medizinalpersonen (1867–1877),
- den Fahrrad- und Automobilverkehr (1904 bzw. 1914 bis 1932; heute Bundesrecht),
- die Rechtshilfe zur Eintreibung öffentlich-rechtlichen Ansprüche (1911),
- den Waffenhandel (heute Bundesrecht),
- das Geldspielkonkordat (2019) und die darauf fussende Interkantonale Vereinbarung betreffend die gemeinsame Durchführung von Geldspielen (2020; frühere Fassung: 1937),
- den Viehhandel (1943),
- das Steuerrecht, z. B. über den Ausschluss von Steuerabkommen (1948),
- den Betrieb nicht eidgenössisch konzessionierter Seilbahnen und Skilifte (1951),
- die Kontrolle der Heilmittel (1954 bzw. 1971 bis 2001; heute Bundesrecht),
- die Schürfung und Ausbeutung von Erdöl (1955–2013),
- die Schiedsgerichtsbarkeit (1969),
- den Salzverkauf (1973; siehe Schweizer Salinen#Salzregal und Konkordatsvertrag),
- das Schul- und Universitätswesen, z. B. Interkantonale Lehrmittelzentrale, Konkordat über die Schulkoordination (1971), Sonderpädagogik-Konkordat (2007; in Kraft seit 2011); HarmoS-Konkordat (2008); gemeinsam geführte Fachhochschulen; universitäre Koordination (1999), Hochschulkonkordat (2013),
- das Zivilrechtsvollzug, z. B. gegenseitiger Rechtshilfe in Zivilsachen (1974); die Vollstreckung von Zivilurteilen (1977),
- den Strafvollzug: Westschweiz und Tessin (1984), Ostschweiz (2004), Nordwest- und Innerschweiz (2006),
- das Polizeiwesen, z. B. die vier Polizeikonkordate (Ostschweiz 1976, Westschweiz 1988, Nordwestschweiz 1995 und Zentralschweiz 2009; ohne Zürich und Tessin), Rechtshilfe und Zusammenarbeit in Strafsachen (1992); Interkantonale Polizeischule Hitzkirch (2003); computergestützte Zusammenarbeit bei der Aufklärung von Gewaltdelikten (2009); Hooliganismus (2009),
- das öffentliche Beschaffungswesen (1994),
- das Bau(ordnungs)recht: Interkantonale Vereinbarung über die Harmonisierung der Baubegriffe (2005),
- die privaten Sicherheitsdienstleistungen (2010),
- das Gesundheitswesen: gemeinsamer Betrieb von Spitälern und Kliniken; Finanzierung der ärztlichen Weiterbildung (2014)
- die Fischerei in gemeinsamen Gewässern, zum Beispiel Zürichsee (1887 und 1993), Vierwaldstättersee (1890) und Neuenburgersee (2003),
- die Schifffahrt in gemeinsamen Gewässern, zum Beispiel Zürichsee und Walensee (1979).